# Atalantia linearis
Atalantia linearis är en vinruteväxtart som beskrevs av Merrill. Atalantia linearis ingår i släktet Atalantia och familjen vinruteväxter. Inga underarter finns listade i Catalogue of Life.